# Corona radiata (embriología)
La corona radiata (del latín radiante o con rayos) es la estructura de células pequeñas que rodea a un ovocito secundario y posteriormente al óvulo. Consiste de varias capas de células del folículo ovárico que están unidas a la capa protectora más externa del óvulo.

## Estructura
La corona radiata consiste de dos, tres o cuatro capas de células que rodean el óvulo. Estas pequeñas células están unidas a la capa protectora del óvulo llamada zona pelúcida.
La corona radiada (CR), aparece con su estructura característica durante la ovulación, como consecuencia de la separación del ovocito de su  cumulus oophorus (del latín cúmulo portador del huevo) y la posterior expulsión del óvulo desde el folículo de Graaf.
Las células de la corona radiada, están rodeadas por una matriz extracelular de proteínas y carbohidratos, fundamentalmente ácido hialurónico.

## Función
Las células de la corona radiada (CR), tienen funciones metabólicas y mecánicas antes y después de la fecundación.

### Función metabólica
Las células de la corona radiada (CR), están conectadas al ovocito a través de proyecciones citoplasmáticas transzonales hasta la ovulación. Estas proyecciones celulares con uniones comunicantes permiten que el ovocito y las células intercambien información y metabolitos.

Las células de la CR, vecinas al ovocito están controladas de manera estricta por este, que las dirige a realizar las funciones necesarias para el desarrollo apropiado del ovocito, en un claro bucle regulador.

La producción por las células CR de sustancias energéticas principalmente, apoyan el desarrollo y la maduración del ovocito. Las células CR convierten la glucosa en piruvato, que el ovocito utiliza para su consumo energético, mediante el transporte directo a través de las uniones gap.

### Función mecánica
La Corona radiada (CR) protege al óvulo de los posibles daños durante su viaje desde los ovarios hasta el útero. La CR es la primera y más externa de las barreras, a través de la cual debe abrirse paso el espermatozoide.
Durante la fecundación, los espermatozoides liberan varias enzimas presentes en el acrosoma para degradar la corona radiata.

La hialorunidasa y otras enzimas contenidas en el acrosoma desempeñan una función importante en la separación y penetración del espermatozoide, además de los movimientos mecánicos alrededor del oocito.

Las células foliculares del cúmulo oóforo, producen mecanismos quimiotácticos entre ellos la progesterona para los espermatozoides.
Incluso después de la fertilización, algunas de las células CR pueden replegarse junto con el ovocito sin perder el contacto con este.